# Shane McRae
Shane Michael McRae (Gainesville, Florida, 23 de julio de 1977) es un actor estadounidense, más conocido por haber interpretado a Robert en la serie The Following y a Josh Shiffman en la película One Small Hitch.

## Biografía
Es hijo de John McRae (el exdecano de Arquitectura de la Universidad Estatal de Mississippi) y de Sharon McRae (una exmaestra de 5.º grado).
Tiene un hermano y una hermana: Ryan McRae y Kelley McRae.
Shane completó una maestría de la Universidad de Nueva York en el 2003.

## Carrera
Shane apareció en el video musical "Terrified" de Katharine McPhee y Zachary Levi.
En 2006 se unió al elenco de la serie Four Kings, donde interpretó a Bobby hasta el final de la serie ese mismo año. Ese mismo año apareció como invitado en la serie Law & Order: Criminal Intent, donde interpretó al soldado Wesley Burkhartz. Entre ese año y 2008 apareció en dos episodios de la serie de comedia animada Robot Chicken, donde prestó su voz para varios personajes. En 2007 apareció como invitado en la popular serie Cold Case, donde interpretó a Nathan O'Donnell. En 2009 interpretó a PJ Buckley en un episodio de la serie Gossip Girl.
En 2010 Shane remplazó al actor Anson Mount en el personaje de Kenneth Talley en la obra de teatro "Fifth of July". En 2011 apareció como invitado en la popular serie Law & Order: Special Victims Unit, donde dio vida a Justin Jennings. En 2012 apareció como invitado en un episodio de la serie Blue Bloods, donde interpretó a Johnny Evans. En 2011 se unió al elenco de la película The Help, donde interpretó a Raleigh Leefolt. En 2013 interpretó al bombero Eric Whaley en la serie Chicago Fire. Ese mismo año se unió al elenco principal de la película para la televisión One Small Hitch, donde interpretó a Josh Shiffman. En 2014 apareció como personaje recurrente de la segunda temporada de la serie The Following, donde interpretó a Robert.

## Filmografía

### Series de televisión
| Año  | Título                            | Personaje         | Notas                                 |
| ---- | --------------------------------- | ----------------- | ------------------------------------- |
| 2014 | The Following                     | Robert            | 7 episodios                           |
| 2013 | Chicago Fire                      | Eric Whaley       | 3 episodios                           |
| 2012 | Blue Bloods                       | Johnny Evans      | episodio "Scorched Earth"             |
| 2011 | Law & Order: Special Victims Unit | Justin Jennings   | episodio "Bully"                      |
| 2009 | Gossip Girl                       | PJ Buckley        | episodio "Enough About Eve"           |
| 2009 | Medium                            | Eric Whaley       | episodio "The Talented Ms. Boddicker" |
| 2006 | Robot Chicken                     | Matthew Broderick | episodio "Veggies for Sloth"          |
| 2007 | Cold Case                         | Nathan O'Donnell  | episodio "That Woman"                 |
| 2006 | Four Kings                        | Bobby             | 13 episodios                          |
| 2006 | Law & Order: Criminal Intent      | Wesley Burkhartz  | episodio "The War at Home"            |
| 2004 | One Life to Live                  | Paul Cramer       | 3 episodios                           |
| 2004 | Hack                              | Chris Olshansky   | episodio "Fog of War"                 |
| 1998 | Promised Land                     | Ryan              | episodio "Balancing Act"              |

### Películas
| Año  | Título                                 | Personaje        | Notas |
| ---- | -------------------------------------- | ---------------- | --- |
| 2015 | Siempre Alice                          | Charlie          | junto a Kristen Stewart, Julianne Moore, Kate Bosworth, Hunter Parrish & Alec Baldwin                     |
| 2013 | Healers                                | Dr. Owen Stone   | corto - junto a Sofia Raquel Benitez, Keith Connes, Monique Edwards, Leo Ganon y Riley Mayuga             |
| 2013 | Rewind                                 | Shaun Knox       | junto a Paulino Nunes, Jennifer Ferrin, Keisha Castle-Hughes, Jeff Fahey & Kenneth Welsh                  |
| 2013 | One Small Hitch                        | Josh Shiffman    | junto a Aubrey Dollar, Daniel J. Travanti, Janet Ulrich Brooks, Ron Dean, Robert Belushi y Jen Lilley     |
| 2011 | Lefty Loosey Righty Tighty             | Lloyd            | junto a Rebecca Blumhagen, Kevin Carroll, Louis Ozawa Changchien, Jennifer Ikeda & Jennifer Mudge         |
| 2011 | Untitled Jeff and Jackie Filgo Project | Gabe             | junto a Becki Newton, Mimi Kennedy, Tricia O'Kelley, Tanner Buchanan & Ivan Hernandez                     |
| 2011 | The Help                               | Raleigh Leefolt  | junto a Emma Stone, Viola Davis, Bryce Dallas Howard, Octavia Spencer, Jessica Chastain & Ahna O'Reilly   |
| 2011 | The Adjustment Bureau                  | Adrian Troussant | junto a Matt Damon, Emily Blunt, Michael Kelly, Anthony Mackie & John Slattery                            |
| 2010 | Disappearing Days                      | Mickey           | corto - junto a Spencer List & Sarah Kozinn                                                               |
| 2009 | Bottleworld                            | Wilson           | junto a Peter Appel, Lisbeth Bartlett, Anna Camp, Gregory R. Campbell & Christopher Denham                |
| 2008 | Plum                                   | Garfield         | corto - junto a Chloe Whiteford, Melanie Griswold, David Frazier & Megan Frazier                          |
| 2008 | The Collective                         | Conor            | junto a Kelly Overton, Laura Allen, Donnie Keshawarz, Wynn Everett & James Yaegashi                       |
| 2008 | Killer Pad                             | Brody            | junto a Daniel Franzese, Eric Jungmann, Emily Baldoni, Jeff Bryan Davis, Noureen DeWulf & Corri English   |
| 2007 | The Mastersons of Manhattan            | Bobby            | junto a Natasha Richardson, Molly Shannon, Jonathan Cake, Amanda Walsh, Brian Benben & Jasika Nicole      |
| 2006 | Our Thirties                           | Lloyd            | corto - junto a Rachel Blanchard, Mike Faiola, Tom Hughes, Rashida Jones, Sarah Lafleur & Josh Laster     |
| 2001 | All Over Again                         | Nelson           | junto a Ean Mering, Robert Loggia, Craig T. Nelson, John Amos, Cory King, Emilie Jacobs & Monique Edwards |

### Teatro
| Año  | Obra                               | Personaje          | Director (a)         | Teatro               | Notas                                                                   |
| ---- | ---------------------------------- | ------------------ | -------------------- | -------------------- | ----------------------------------------------------------------------- |
| 2013 | Killers and Other Family           | Danny              | Caitriona McLaughlin | -                    | junto a Aya Cash, Chris Stack & Samantha Soule                          |
| 2011 | Dreams of Flying Dreams of Falling | -                  | Neil Pepe            | Atlantic Theater     | junto a Betsy Aidem, Quincy T. Bernstine, Reed Birney & Christine Lahti |
| 2010 | Fifth of July                      | Kenneth Talley     | Terry Kinney         | Williamstown Theatre | junto a Noah Bean, David Wilson Barnes & Jennifer Mudge                 |
| 2004 | Richard III                        | Richmond/Lord Grey | -                    | Public Theater       | -                                                                       |
| 2003 | Take Me Out                        | Jason Chenier      | -                    | -                    | -                                                                       |

## Premios y nominaciones
| Año  | Categoría  | Premio                                           | Película        | Resultado |
| ---- | ---------- | ------------------------------------------------ | --------------- | --------- |
| 2010 | Best Actor | California Independent Film Festival Slate Award | One Small Hitch | Nominado  |